# الكسندر موس
الكسندر موس (بالإنجليزية: Alexandre Moos)‏ مواليد 22 ديسمبر 1972 في ساير، هو دراج سويسري.

## سجل النتائج

### سباقات أو مراحل فاز بها
- طواف سويسرا

## روابط خارجية
- الكسندر موس على موقع الاتحاد الدولي للدراجات (الإنجليزية)
- الكسندر موس على موقع أرشيف الدراجات (الإنجليزية)
- الكسندر موس على موقع إحصائيات الدراجات الإحترافية (الإنجليزية)
- الكسندر موس على موقع نسبة الدراجات (الإنجليزية)
- الكسندر موس على موقع CycleBase (الإنجليزية)